# Шохам (местный совет)
Шохам (ивр. שֹׁהַם‎) — местный совет в Центральном округе Израиля.
Расположен примерно в 18 км к юго-востоку от центра Тель-Авива, на восточной окраине прибрежной равнины, на высоте 86 м над уровнем моря. Площадь совета составляет 5,889 км².
Шохам был основан в 1993 году.

## Население
По данным Центрального статистического бюро Израиля, население на начало 2020 года составляло 21 045 человек.
Динамика численности населения по годам:
| 1995  | 2005   | 2006   | 2008   | 2009   | 2012   |
| ----- | ------ | ------ | ------ | ------ | ------ |
| 3 100 | 18 200 | 19 000 | 19 842 | 18 178 | 19 400 |

## Палеоантропология и археология
Примерно в 10 км от памятника Нашер-Рамла в пещере Тиншемет (Tinshemet Cave) нашли одни из древнейших в мире человеческих захоронений, совершенных между 130 и 80 тыс. л. н., а также каменные орудия, изготовленные в технике Леваллуа.

## Известные жители
- Хаим Кац — израильский политик